# 滨艾
滨艾（学名：Artemisia fukudo）是菊科蒿属的植物。分布在台湾岛、日本、朝鲜以及中国大陆的浙江等地，多生长于海边与沼海地区的河岸与泥滩附近，目前尚未由人工引种栽培。